# 豆卢建
豆卢建（706年—744年5月11日），字立言，唐朝官员、驸马。

## 生平
豆卢建则尚唐玄宗第十三女建平公主，加银青光禄大夫，授太仆卿，袭中山郡开国公。天宝三载（744年）三月廿四日（5月11日），豆卢建逝世于长安胜业里之私第，年三十九。葬于咸阳洪渎原。豆卢建死后，建平公主改嫁杨说。

## 家庭
- 曾祖父：豆卢怀让，唐金紫光禄大夫、行太府卿、驸马都尉、上柱国、芮国公。
- 曾祖母：长沙公主（万春公主）。
- 祖父：豆卢贞松，唐金紫光禄大夫、宗正卿、上柱国、邠国公。
- 祖母：邠国夫人窦氏
- 外祖父：薛绍，唐金紫光禄大夫、卫尉卿、驸马都尉、上柱国。
- 外祖母：镇国太平公主
- 父亲：豆卢光祚，唐正议大夫、丹延坊三州刺史、上柱国、中山郡开国公。
- 母亲：万泉县主薛氏（687-710），全唐文卷二百二十八有《延州豆卢使君万泉县主薛氏神道碑》和《大唐故万泉县主薛氏墓志铭》（《全唐文补遗》第1辑93页）。